# Breda oserictops
Breda oserictops là một loài nhện trong họ Salticidae.
Loài này thuộc chi Breda. Breda oserictops được Cândido Firmino de Mello-Leitão miêu tả năm 1941.